# Ватына
Ватына — река на северо-востоке Камчатского края.
Длина реки — 86 км. Площадь водосборного бассейна — 1700 км². Протекает по территории Олюторского района Камчатского края. Берёт исток со снежников безымянной вершины высотой 1817 м, в верховьях берёт направление на юго-запад, затем резко поворачивает на юго-восток и, в низовьях разбиваясь на несколько рукавов, впадает широким устьем в бухту Наталии Берингова моря.
Название произошло от коряк. ватык — «сухой» в значении «пересыхающая река», по другой версии от коряк. ватылъын, что в переводе значит «отощавший олень».

## Притоки
Объекты перечислены по порядку от устья к истоку.
- 1 км: Луговая
- 9 км: Качестан
- 11 км: река без названия
- 14 км: Безымянная
- 29 км: река без названия
- 31 км: река без названия
- 40 км: река без названия
- 50 км: река без названия
- 61 км: река без названия